# NGC 17
Az NGC 17 egy spirálgalaxis a Cet csillagképben.

## Felfedezése
1886-ban fedezte fel Frank Muller. Ugyanebben az évben (1886. november 21.) Lewis Swift szintén megtalálta a galaxist, így az NGC 34 katalógusszámmal is rendelkezik. Később sikerült kimutatni, hogy a két felfedezés ugyanazt a galaxist takarja.

## Tudományos adatok
Két galaxis (csillagászati léptékkel nézve) nemrégiben bekövetkezett ütközésével jött létre, magjában robbanásszerű csillagkeletkezés zajlik, a két galaxis árapály-csóvája még látható.
A galaxis 5881 km/s sebességgel távolodik tőlünk.